# Geovany Soto
Pour les articles homonymes, voir Soto.
Pour le lanceur portoricain de baseball, voir Giovanni Soto.
Geovany Soto (né le 20 janvier 1983 à San Juan, Porto Rico) est un ancien receveur de la Ligue majeure de baseball. 
Avec les Cubs de Chicago en 2008, Soto est élu recrue de l'année de la Ligue nationale grâce à une première saison complète de 23 coups de circuits et 86 points produits. Il est également sélectionné pour le match des étoiles de la Ligue majeure de baseball 2008 comme titulaire dans l'équipe de la Ligue nationale.

## Biographie

### Cubs de Chicago
Geovany Soto est sélectionné par les Cubs de Chicago au 11e tour du repêchage du baseball en 2001 (318e choix global). Après quatre saisons en ligues mineures, il fait ses débuts en Ligue majeure le 23 septembre 2005 face aux Astros de Houston pour son seul match de la saison. En 2006, il joue avec les Cubs de l'Iowa de la Ligue de la côte du Pacifique, puis est de nouveau appelé en fin de saison pour 11 matchs en Ligue majeure en septembre.
En 2007, il commence la saison avec les Cubs de l'Iowa et fait un passage rapide à Chicago pour deux rencontres au mois de juillet. Il est rappelé en fin de saison après de très bonnes performances en Triple-A : ,353 de moyenne au bâton, 26 circuits, 109 points produits et le trophée de Meilleur joueur de la Ligue de la côte du Pacifique. En séries éliminatoires, il débute les deux premiers matchs de la Série de divisions contre les Diamondbacks de l'Arizona. Lors du match 2, il frappe un circuit pour donner l'avantage aux Cubs en début de rencontre, mais les Cubs sont battus et sont éliminés lors du match 3.
En 2008, avec le départ de Jason Kendall pour les Brewers de Milwaukee, Soto devient le titulaire au poste de receveur. En avril, il est élu Recrue du mois en Ligue nationale avec une moyenne au bâton de 0,341, 5 circuits, 8 doubles et 20 points produits. Le 19 mai, il frappe son premier circuit sur frappe intérieur face aux Astros au Minute Maid Park de Houston. Le 6 juillet, il est sélectionné pour participer au match des étoiles. Il est le premier receveur élu dans l'équipe de la Ligue nationale lors de sa saison recrue.
Grâce à une première saison complète de 23 coups de circuits et 86 points produits, Soto est élu recrue de l'année de la Ligue nationale en 2008. Ses 86 points produits égalent le record par une recrue des Cubs, établi par Billy Williams en 1961. La marque sera battue en 2015 par Kris Bryant.
En mars 2009, il s'aligne avec l'équipe de Porto Rico à la Classique mondiale de baseball. En juin, il est annoncé qu'il a échoué un test antidopage pour consommation de marijuana. Bien que la MLB ne peut sévir pour cette offense, la Fédération internationale de baseball lui interdit de participer à des compétitions internationales pour une période de deux ans.
Soto connaît une année difficile en 2009 avec les Cubs. Cloué au banc à plusieurs reprises par son manager, Lou Piniella, sa moyenne au bâton chute à ,218 et il ne produit que 47 points.
En 2010, il rehausse sa moyenne à ,280 et frappe 17 circuits, produisant aussi 53 points en 105 parties jouées.
En 2011, il dispute 125 matchs, claque 17 circuits et produit 54 points. Sa moyenne au bâton redescend toutefois à ,228.
Soto ne frappe que pour ,199 de moyenne au bâton en 52 matchs pour les Cubs en 2012. Il est le principal receveur de l'équipe, néanmoins, cédant occasionnellement la place à Steve Clevenger.

### Rangers du Texas
Le 30 juillet 2012, les Cubs échangent Soto aux Rangers du Texas en retour du lanceur droitier des ligues mineures Jacob Brigham. Soto termine la saison avec sa plus basse moyenne au bâton en carrière : ,198 en 52 parties jouées pour les Cubs et 47 pour les Rangers. Il frappe 11 circuits et produit 39 points pour les deux équipes. Devenu agent libre au terme de la campagne, il signe un contrat d'un an avec Texas le 3 décembre 2012.

### Athletics d'Oakland
Le 24 août 2014, les Rangers vendent le contrat de Soto aux Athletics d'Oakland.

### White Sox de Chicago
Il signe un contrat des ligues mineures avec les White Sox de Chicago le 22 janvier 2015.

### Angels de Los Angeles
Le 24 novembre 2015, Soto signe un contrat de 2,8 millions de dollars pour une saison avec les Angels de Los Angeles. Il apparaît dans 26 matchs des Angels en 2016. 

### Dernière saison
Soto joue ses 13 derniers matchs dans les majeures avec l'un de ses anciens clubs, les White Sox de Chicago, en 2017.
En 797 matchs joués sur 13 saisons dans le baseball majeur, Geovany Soto a compilé 619 coups sûrs, 108 circuits, 361 points produits et 308 points marqués. Sa moyenne au bâton en carrière s'est élevée à ,245.

## Statistiques
| Saison | Équipe       | G   | AB   | R   | H   | 2B | 3B | HR | RBI | SB | BA    |
| ------ | ------------ | --- | ---- | --- | --- | -- | -- | -- | --- | -- | ----- |
| 2005   | Chicago Cubs | 1   | 1    | 0   | 0   | 0  | 0  | 0  | 0   | 0  | 0,000 |
| 2006   | Chicago Cubs | 11  | 25   | 1   | 5   | 1  | 0  | 0  | 2   | 0  | 0,200 |
| 2007   | Chicago Cubs | 18  | 54   | 12  | 21  | 6  | 0  | 3  | 8   | 0  | 0,389 |
| 2008   | Chicago Cubs | 141 | 494  | 66  | 141 | 35 | 2  | 23 | 86  | 0  | 0,285 |
| 2009   | Chicago Cubs | 102 | 331  | 27  | 72  | 19 | 1  | 11 | 47  | 1  | 0,218 |
| 2010   | Chicago Cubs | 105 | 322  | 47  | 90  | 19 | 0  | 17 | 53  | 0  | 0,280 |
| Totaux | Totaux       | 378 | 1227 | 153 | 329 | 80 | 3  | 54 | 196 | 1  | 0,268 |

| Saison | Équipe       | G | AB | R | H | 2B | 3B | HR | RBI | SB | BA    |
| ------ | ------------ | - | -- | - | - | -- | -- | -- | --- | -- | ----- |
| 2007   | Chicago Cubs | 2 | 6  | 1 | 1 | 0  | 0  | 1  | 2   | 0  | 0,167 |
| 2008   | Chicago Cubs | 3 | 11 | 0 | 2 | 1  | 0  | 0  | 0   | 0  | 0,182 |
| Totaux | Totaux       | 5 | 17 | 1 | 3 | 1  | 0  | 1  | 2   | 0  | 0,176 |

Note : G = Matches joués ; AB = Passages au bâton; R = Points ; H = Coups sûrs ; 2B = Doubles ; 3B = Triples ; 
HR = Coup de circuit ; RBI = Points produits ; SB = Buts volés ; BA = Moyenne au bâton.